# Campionati europei di sollevamento pesi 1973
I Campionati europei di sollevamento pesi 1973, 54ª edizione della manifestazione, si svolsero a Madrid dal 10 al 18 giugno 1973.

## Titoli in palio
| Categoria            | Eventi         | Atleti |
| -------------------- | -------------- | ------ |
| Pesi mosca           | Fino a 52 kg   | 11     |
| Pesi gallo           | Fino a 56 kg   | 11     |
| Pesi piuma           | Fino a 60 kg   | 14     |
| Pesi leggeri         | Fino a 67.5 kg | 12     |
| Pesi medi            | Fino a 75 kg   | 19     |
| Pesi massimi leggeri | Fino a 82.5 kg | 20     |
| Pesi mediomassimi    | Fino a 90 kg   | 20     |
| Pesi massimi         | Fino a 110 kg  | 10     |
| Pesi supermassimi    | Oltre i 110 kg | 10     |

## Nazioni partecipanti
Le nazioni che hanno partecipato ai campionati furono 23 per un totale di 127 atleti partecipanti. Tra parentesi i partecipanti per nazione.
- Austria (5)
- Belgio (3)
- Bulgaria (9)
- Cecoslovacchia (7)
- Danimarca (2)
- Finlandia (7)
- Francia (8)
- Germania Est (5)
- Germania Ovest (8)
- Grecia (4)
- Italia (6)
- Jugoslavia (3)
- Norvegia (4)
- Paesi Bassi (3)
- Polonia (9)
- Regno Unito (5)
- Romania (4)
- Spagna  (5)
- Svezia (3)
- Svizzera (2)
- Turchia (7)
- Ungheria (9)
- Unione Sovietica (9)

## Risultati
| Evento  | Oro                | Oro      | Argento            | Argento  | Bronzo             | Bronzo   |
| 52 kg   | 52 kg              | 52 kg    | 52 kg              | 52 kg    | 52 kg              | 52 kg    |
| ------- | ------------------ | -------- | ------------------ | -------- | ------------------ | -------- |
| Strappo | Lajos Szűcs        | 97,5 kg  | György Kőszegi     | 90,0 kg  | Ion Hortopan       | 90,0 kg  |
| Slancio | Lajos Szűcs        | 127,5 kg | György Kőszegi     | 127,5 kg | Arkadiusz Lipa     | 125,0 kg |
| Totale  | Lajos Szűcs        | 225,0 kg | György Kőszegi     | 217,5 kg | Boleslav Pachol    | 210,0 kg |
| 56 kg   |                    |          |                    |          |                    |          |
| Strappo | Imre Földi         | 110,0 kg | Georgi Todorov     | 110,0 kg | Karel Prohl        | 107,5 kg |
| Slancio | Atanas Kirov       | 147,5 kg | Georgi Todorov     | 142,5 kg | Karel Prohl        | 142,5 kg |
| Totale  | Atanas Kirov       | 255,0 kg | Georgi Todorov     | 252,5 kg | Karel Prohl        | 250,0 kg |
| 60 kg   |                    |          |                    |          |                    |          |
| Strappo | Norajr Nurikjan    | 122,5 kg | János Benedek      | 122,5 kg | Dito Šanidze       | 120,0 kg |
| Slancio | Dito Šanidze       | 152,5 kg | Norajr Nurikjan    | 147,5 kg | Jan Wojnowski      | 147,5 kg |
| Totale  | Dito Šanidze       | 272,5 kg | Norajr Nurikjan    | 270,0 kg | János Benedek      | 267,5 kg |
| 67,5 kg |                    |          |                    |          |                    |          |
| Strappo | Mucharbij Kiržinov | 130,0 kg | Mladen Kučev       | 127,5 kg | Jenö Ambrozi       | 125,0 kg |
| Slancio | Mucharbij Kiržinov | 172,5 kg | Mladen Kučev       | 167,5 kg | Zbigniew Kaczmarek | 167,5 kg |
| Totale  | Mucharbij Kiržinov | 302,5 kg | Mladen Kučev       | 295,0 kg | Zbigniew Kaczmarek | 292,5 kg |
| 75 kg   |                    |          |                    |          |                    |          |
| Strappo | Leif Jenssen       | 147,5 kg | Nedelčo Kolev      | 145,0 kg | Valentin Michajlov | 142,5 kg |
| Slancio | Nedelčo Kolev      | 185,0 kg | Jordan Bikov       | 180,0 kg | Valentin Michajlov | 177,5 kg |
| Totale  | Nedelčo Kolev      | 330,0 kg | Jordan Bikov       | 322,5 kg | Valentin Michajlov | 320,0 kg |
| 82,5 kg |                    |          |                    |          |                    |          |
| Strappo | Vladimir Ryženkov  | 157,5 kg | Rumen Rusev        | 150,0 kg | Frank Zielecke     | 145,0 kg |
| Slancio | Vladimir Ryženkov  | 195,0 kg | Rolf Milser        | 190,0 kg | György Horváth     | 190,0 kg |
| Totale  | Vladimir Ryženkov  | 352,5 kg | Rumen Rusev        | 335,0 kg | Frank Zielecke     | 332,5 kg |
| 90 kg   |                    |          |                    |          |                    |          |
| Strappo | David Rigert       | 165,0 kg | Andon Nikolov      | 155,0 kg | Bo Johansson       | 155,0 kg |
| Slancio | David Rigert       | 202,5 kg | Atanas Šopov       | 200,0 kg | Vasilij Kolotov    | 200,0 kg |
| Totale  | David Rigert       | 367,5 kg | Andon Nikolov      | 352,5 kg | Atanas Šopov       | 350,0 kg |
| 110 kg  |                    |          |                    |          |                    |          |
| Strappo | Pavel Pervušin     | 177,5 kg | Taito Haara        | 162,5 kg | Helmut Losch       | 157,5 kg |
| Slancio | Pavel Pervušin     | 222,5 kg | Helmut Losch       | 205,0 kg | Dieter Westphal    | 200,0 kg |
| Totale  | Pavel Pervušin     | 400,0 kg | Helmut Losch       | 362,5 kg | Dieter Westphal    | 355,0 kg |
| +110 kg |                    |          |                    |          |                    |          |
| Strappo | Vasilij Alekseev   | 177,5 kg | Rudolf Mang        | 172,5 kg | Kalevi Lahdenranta | 170,0 kg |
| Slancio | Vasilij Alekseev   | 240,0 kg | Stanislav Batiščev | 225,0 kg | Rudolf Mang        | 215,0 kg |
| Totale  | Vasilij Alekseev   | 417,5 kg | Stanislav Batiščev | 395,0 kg | Rudolf Mang        | 387,5 kg |

## Medagliere

### Grandi (totale)
Riferito al totale dell'esercizio: 7 nazioni sono entrate nel medagliere. 
| Posiz. | Nazione          | Oro | Argento | Bronzo | Totale |
| ------ | ---------------- | --- | ------- | ------ | ------ |
| 1      | Unione Sovietica | 6   | 1       | 1      | 8      |
| 2      | Bulgaria         | 2   | 6       | 1      | 9      |
| 3      | Ungheria         | 1   | 1       | 1      | 3      |
| 4      | Germania Est     | 0   | 1       | 1      | 2      |
| 5      | Cecoslovacchia   | 0   | 0       | 2      | 2      |
| 5      | Germania Ovest   | 0   | 0       | 2      | 2      |
| 7      | Polonia          | 0   | 0       | 1      | 1      |
| Totale | Totale           | 9   | 9       | 9      | 27     |

### Grandi (totale) e Piccole (Strappo e Slancio)
Riferito al totale dell'esercizio e delle due specialità: 11 nazioni sono entrate nel medagliere. 
| Posiz. | Nazione          | Oro | Argento | Bronzo | Totale |
| ------ | ---------------- | --- | ------- | ------ | ------ |
| 1      | Unione Sovietica | 17  | 2       | 5      | 24     |
| 2      | Bulgaria         | 5   | 16      | 1      | 22     |
| 3      | Ungheria         | 4   | 4       | 3      | 11     |
| 4      | Norvegia         | 1   | 0       | 0      | 1      |
| 5      | Germania Ovest   | 0   | 2       | 4      | 6      |
| 6      | Germania Est     | 0   | 2       | 3      | 5      |
| 7      | Finlandia        | 0   | 1       | 1      | 2      |
| 8      | Cecoslovacchia   | 0   | 0       | 4      | 4      |
| 8      | Polonia          | 0   | 0       | 4      | 4      |
| 10     | Romania          | 0   | 0       | 1      | 1      |
| 10     | Svezia           | 0   | 0       | 1      | 1      |
| Totale | Totale           | 27  | 27      | 27     | 81     |

## Classifica a squadre
Il sistema di punteggio è basato sui punti distribuiti per l'esercizio totale in base allo schema adottato nel 1973:
| Pos. | Squadra          | Punti |
| ---- | ---------------- | ----- |
| 1    | Unione Sovietica | 89    |
| 2    | Bulgaria         | 86    |
| 3    | Ungheria         | 61    |
| 4    | Cecoslovacchia   | 46    |
| 5    | Polonia          | 36    |
| 6    | Germania Ovest   | 30    |
| 7    | Germania Est     | 29    |
| 8    | Italia           | 28    |
| 9    | Romania          | 19    |
| 10   | Finlandia        | 16    |
| 11   | Turchia          | 14    |
| 12   | Austria          | 11    |
| 13   | Francia          | 9     |
| 14   | Regno Unito      | 8     |
| 15   | Norvegia         | 5     |
| 16   | Spagna           | 5     |
| 17   | Grecia           | 4     |
| 17   | Svizzera         | 4     |
| 19   | Jugoslavia       | 4     |
| 20   | Svezia           | 3     |
| 21   | Danimarca        | 0     |